# موالا
موالا هي جزيرة بركانية في مجموعة موالا الفرعية لأرخبيل فيجي لاو.

## جغرافيا
واقع في نقاط وإحداثيات 18.60 ° جنوب و179.90 ° شرق، تتكون مساحة الجزيرة من 62.5 كيلومترِ مربّع.
أعلى نقطة على جزيرة موالا تُدعى ديلاي موالا Delaimoala التي تتميز بالنباتات الغنية وتشْمل الغابة السميكة المظلمة. ارتفاع الجزيرة الأقصى هو 468 متر.

## السكان
يبلغ عدد السكان حوالي 3000 بشكل مباشر في 8 قرى. بصورة رئيسية قرية ناروي Naroi، التي يبلغ عدد سكانها أكثر من 500. تَتضمّنُ النشاطات الاقتصادية زراعة جوز هند، إنتاج الكاكاو، صيد السمك.

## الدين
التجمعات الدينية الموجودة في موالا تُمثّل الكاثوليكية الرومانية، الميثودية، جمعيات الله، وكنائس مؤمنة بالأدفنتست أو السبتيون.
‌